# West 8

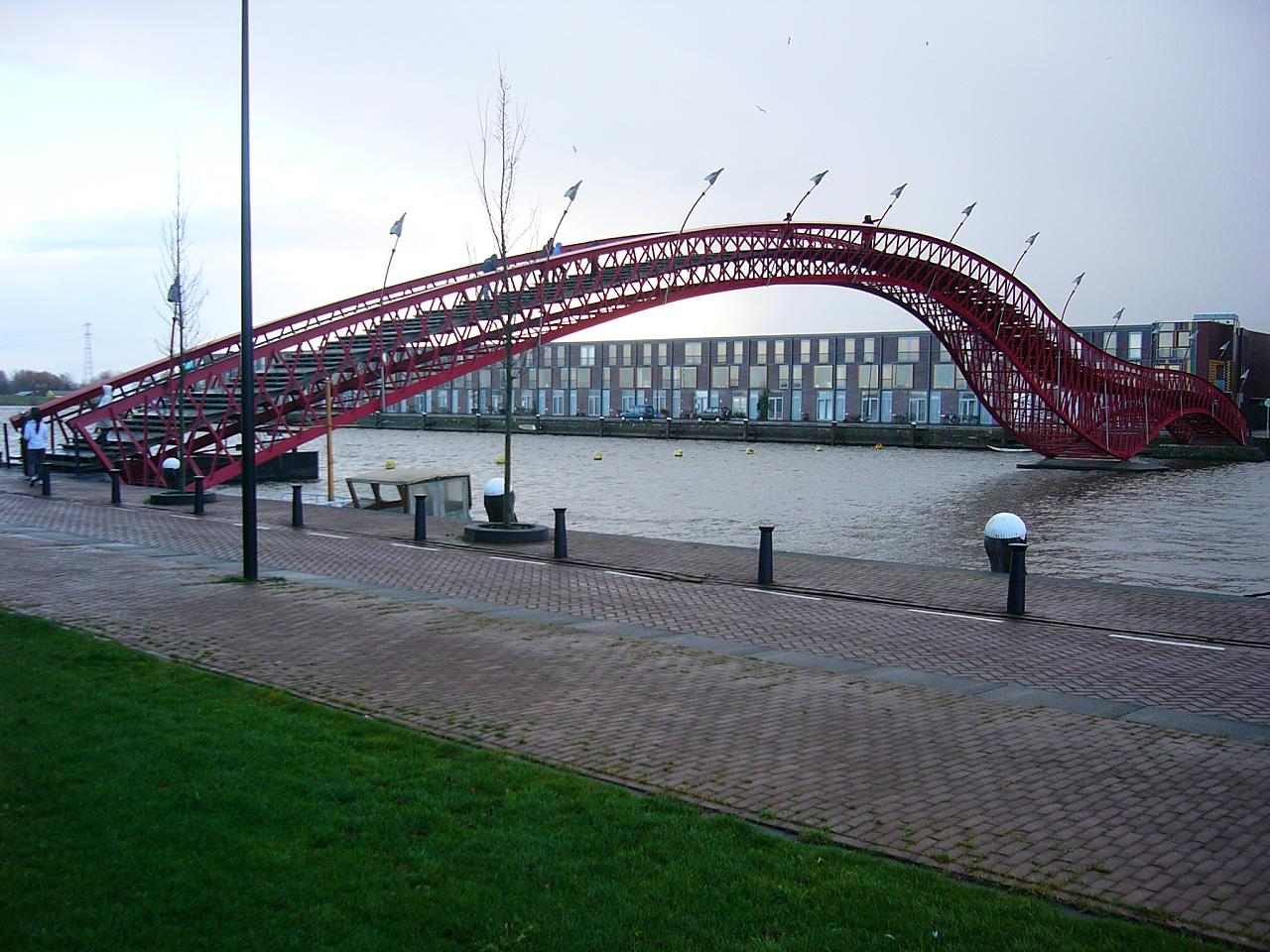
Brücke des Projekts Borneo-Sporenburg

West 8 ist ein Landschaftsarchitektur- und Stadtplanerbüro in Rotterdam, das 1987 durch Adriaan Geuze gegründet wurde. Neben dem Hauptbüro hat West 8 auch Niederlassungen in  New York und Brüssel.

## Wichtige Werke
- Visserijplein, Rotterdam, 1990–1995
- Duindoornstad, Rotterdam 2045 Manifestation, 1995
- Schouwburgplein, Rotterdam, 1991–1996
- Borneo-Sporenburg, Amsterdam, 1993–1997
- Kanaaleiland, Brügge, 2001–2002
- Chiswick Business Park, London, 1999–2008
- Brücke über die Vlaardingse Vaart, Vlaardingen, 2005–2009
- Strijp S, Eindhoven, 2001-bis Heute
- Leerpark, Dordrecht, 2004-bis Heute
- Maximapark, der ehemalige Leidsche Rijn Park, Utrecht, 2005-bis Heute
- Außenanlagen des Baumgarten-Baus (Dienstsitz des Bundesverfassungsgerichts), Karlsruhe, 2011–2014